# 菊花茶

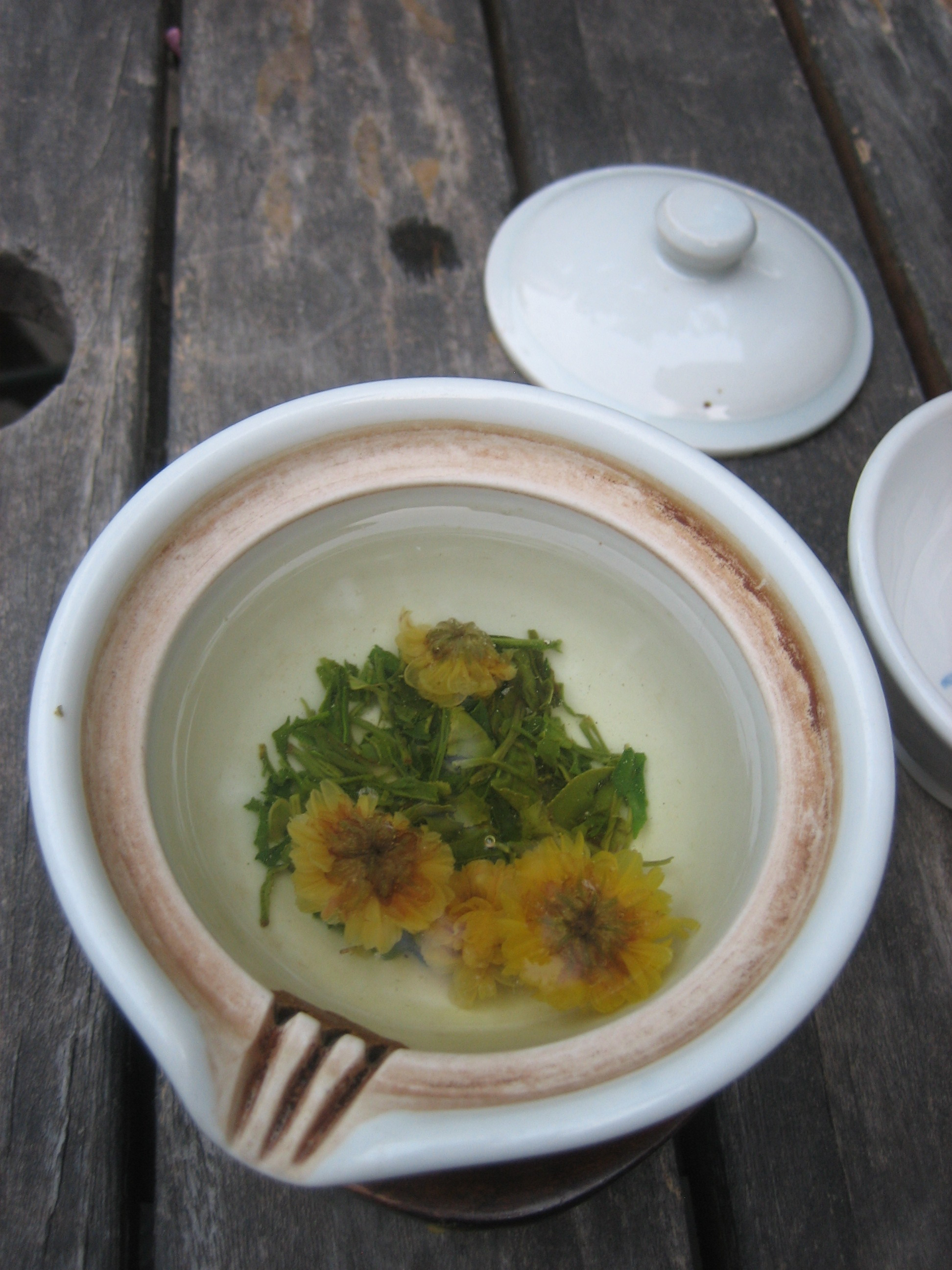
菊花茶

菊花茶是用菊花的头状花序的乾品冲泡的茶。也有用中药药材野菊花冲泡代茶饮。

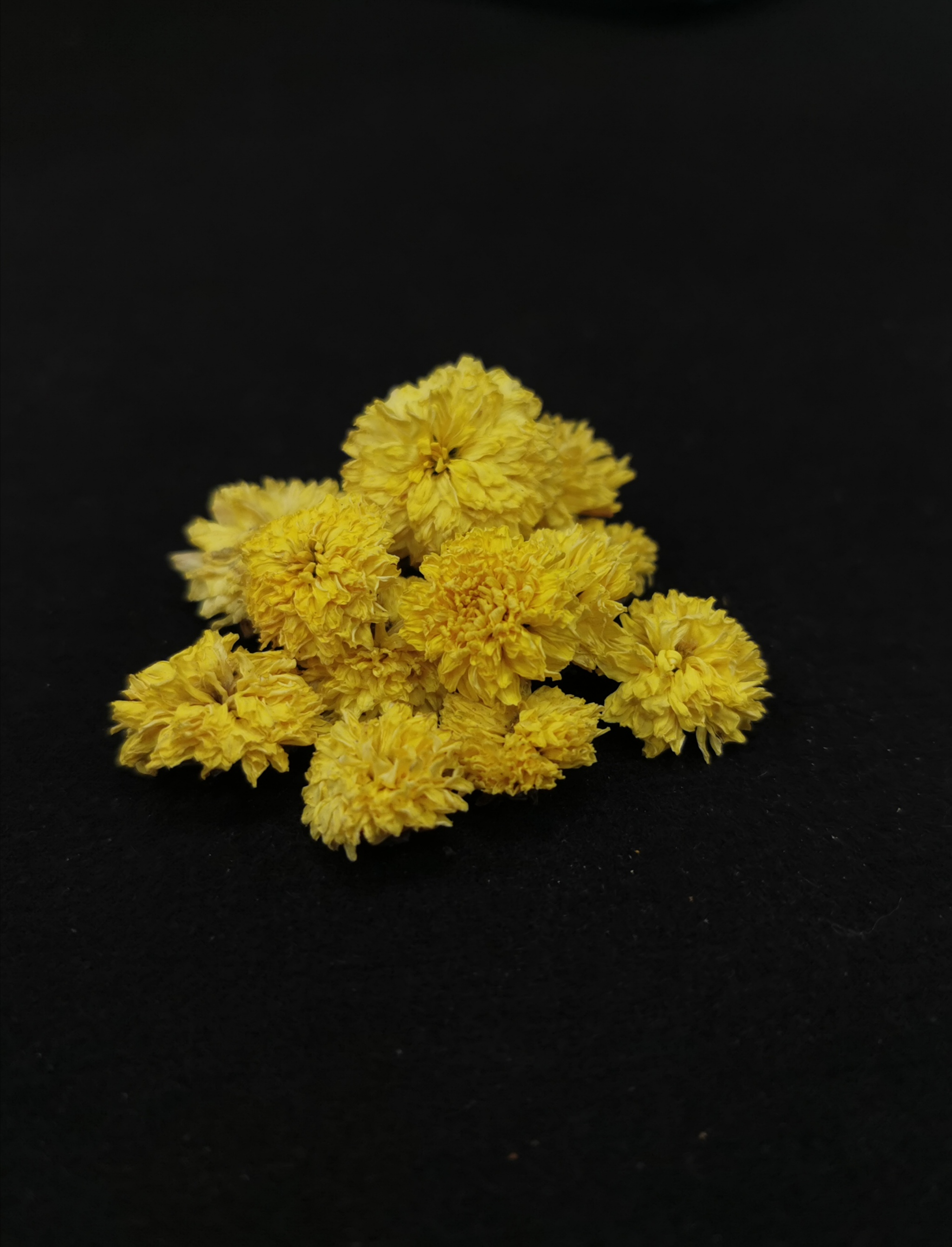
菊花的頭狀花序-正面

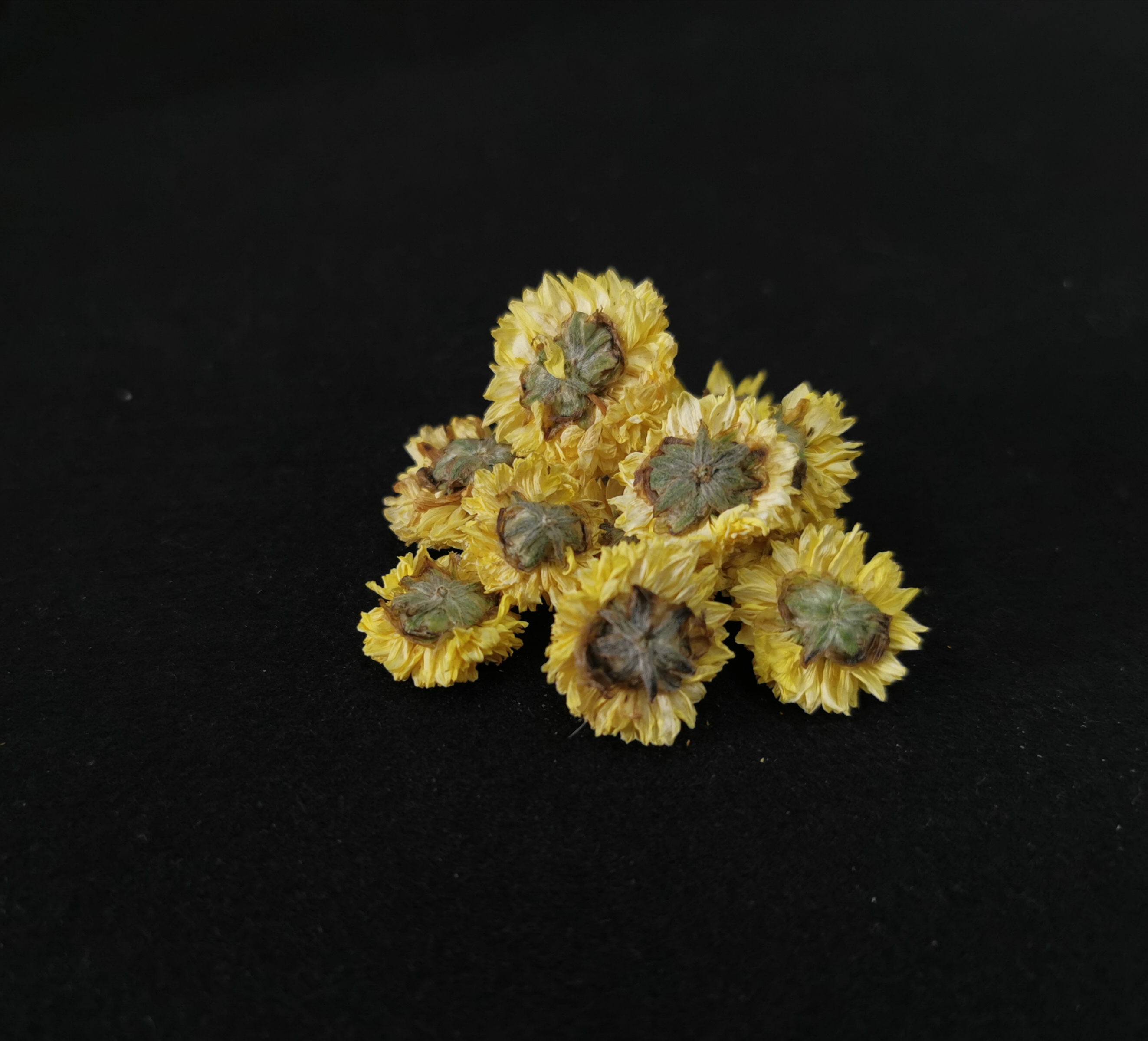
菊花的頭狀花序-背面

菊花茶可清肝明目，本含有豐富的維他命及其他微量元素如：鐵、鋅、硒等，其中所含的類黃酮可抗氧化，達到美容效果。

## 产地
中華人民共和國各地的菊花茶品種有浙江桐乡的杭白菊、黄山脚下的黄山贡菊（徽州贡菊）、安徽亳州的亳菊、滁州的滁菊、四川中江的川菊、浙江德清的德菊、河南济源的怀菊花（四大怀药之一）以及江西修水的金絲皇菊。

## 制法与饮用
菊花被采摘下来，经过蒸气杀青之后，晒干至含水率70%以下，手捻花瓣即成粉碎时，便可备用。
泡饮菊花茶时，最好用透明的玻璃杯，每次放上四、五粒新鲜或晒干的菊花，再用沸水冲泡即可。
饮菊花茶时建议在茶杯中放入几颗冰糖，也可以變化加入檸檬片、蜂蜜等一起飲用，这样喝起来味更甘更多變化。

## 功效
- 《本草纲目》中对菊花茶的药效有详细的记载：味甘、性寒，具有散风热、平肝明目之功效。
- 《神农本草经》认为，白菊花茶能“主诸风头眩、肿痛、目欲脱、皮肤死肌、恶风湿痹，久服利气，轻身耐劳延年。”

菊花茶可以清热去火，对口干、火旺、目涩，或由风、寒、湿引起的肢体疼痛、麻木等疾病均有一定的疗效。
菊花能对治疗眼睛疲劳、视力模糊也有很好的疗效，中国自古就知道菊花能保护眼睛的健康，除了涂抹眼睛可消除浮肿之外，平常就可以泡一杯菊花茶来喝，能消除眼睛疲劳，如果每天喝三到四杯的菊花茶，对恢复视力也有一定作用。
健康的人平时也可当开水饮用，是老少皆宜的茶饮品。